# Cédric Villani
Cédric Patrice Thierry Villani (Brive-la-Gaillarde, 5 de octubre de 1973) es un matemático francés especializado en ecuaciones en derivadas parciales y en física matemática. Ganó la Medalla Fields en 2010 a los 37 años. 
También es un político miembro, habiendo sido miembro de La República en Marcha y diputado en la Asamblea Nacional desde 2017 hasta 2022. Le ha reprochado al gobierno de Emmanuel Macron el desinteresarse de la protección del medio ambiente y la lucha contra el calentamiento climático. Desde 2020 pertenece al partido ecologista Generación Ecología.

## Biografía
Cédric Villani estudió en la Escuela Normal Superior entre 1992 y 1996, donde trabajó como asistente de cátedra. Recibió su doctorado en la Universidad París Dauphine en 1998, bajo la supervisión de Pierre-Louis Lions, e ingresó como profesor en la École Normale Supérieure de Lyon en 2000. Actualmente es profesor de la Universidad de Lyon y entre 2009 y 2017 fue director del Institut Henri Poincaré, en París.

## Obra
Villani ha trabajado en la teoría de las ecuaciones en derivadas parciales relacionadas con la física estadística, específicamente en la ecuación de Boltzmann. Junto a Laurent Desvillettes, fue el primero en probar cómo aparece la convergencia rápida para valores iniciales no próximos al equilibrio. También ha escrito libros relacionados con este tema en conjunto con Giuseppe Toscani y trabajó con Clément Mouhot en el estudio del efecto del amortiguamiento de Landau. Recibió la Medalla Fields por su trabajo en el campo del amortiguamiento de Landau y la ecuación de Boltzmann.

## Obra no matemática
Es autor junto a Edmond Baudoin del cómic (en francés) Les Rêveurs lunaires: Quatre génies qui ont changé l'Histoire.Es autor junto al compositor y pianista Karol Beffa de libro (en francés) Les Coulisses de la création, editor Flammarion, 2015. Durante 2014, Cédric presentó un resumen sobre la memoria del agua en la UNESCO, junto a científicos como el premio Nobel Luc Montaigner y el químico cuántico Marc Henry.

## Carrera política
Como diputado, militó para que Francia ofrezca asilo político al periodista australiano Julian Assange y para la rehabilitación de las víctimas de la guerra de Independencia de Argelia. Logró obtener la confesión del Estado francés de que el matemático comunista Maurice Audin fue torturado hasta la muerte por el ejército francés en 1957.

## Premios
- Premio Jacques Herbrand (Academia Francesa de Ciencias) (2007)
- Premio de la Sociedad Matemática Europea (2008)
- Premio Fermat (2009)
- Premio Henri Poincaré (2009)
- Medalla Fields (2010)[2]